# Campionati europei di judo 2017
I Campionati europei di judo 2017 sono stati la 28ª edizione della competizione organizzata dalla European Judo Union.
Si sono svolti a Varsavia, in Polonia, dal 20 al 23 aprile 2017.

## Partecipanti
Hanno partecipato ai campionati 369 judoka in rappresentanza di 41 federazioni affiliate all'European Judo Union.
- Albania (2)
- Armenia (5)
- Austria (11)
- Azerbaigian (11)
- Bielorussia (9)
- Belgio (11)
- Bosnia ed Erzegovina (5)
- Bulgaria (4)
- Croazia (10)
- Cipro (3)
- Rep. Ceca (5)
- Estonia (7)
- Finlandia (1)
- Francia (18)
- Georgia (12)
- Germania (18)
- Regno Unito (9)
- Grecia (3)
- Ungheria (18)
- Israele (12)
- Italia (15)
- Kosovo (6)
- Lettonia (6)
- Lituania (12)
- Moldavia (8)
- Monaco (2)
- Montenegro (7)
- Paesi Bassi (12)
- Norvegia (1)
- Polonia (18)
- Portogallo (13)
- Romania (11)
- Russia (18)
- Serbia (9)
- Slovacchia (4)
- Slovenia (8)
- Spagna (8)
- Svezia (5)
- Svizzera (3)
- Turchia (15)
- Ucraina (14)

## Medagliere
| Pos.   | Nazione              | Oro | Argento | Bronzo | Totale |
| ------ | -------------------- | --- | ------- | ------ | ------ |
| 1      | Francia              | 3   | 3       | 2      | 8      |
| 2      | Russia               | 2   | 4       | 4      | 10     |
| 3      | Georgia              | 2   | 1       | 1      | 4      |
| 3      | Ucraina              | 2   | 1       | 1      | 4      |
| 5      | Azerbaigian          | 2   | 0       | 3      | 5      |
| 6      | Paesi Bassi          | 1   | 1       | 1      | 3      |
| 7      | Slovenia             | 1   | 1       | 0      | 1      |
| 8      | Kosovo               | 1   | 0       | 1      | 2      |
| 9      | Bielorussia          | 1   | 0       | 0      | 1      |
| 9      | Serbia               | 1   | 0       | 0      | 1      |
| 11     | Germania             | 0   | 3       | 2      | 5      |
| 12     | Bulgaria             | 0   | 1       | 0      | 1      |
| 12     | Polonia              | 0   | 1       | 0      | 1      |
| 15     | Croazia              | 0   | 0       | 3      | 3      |
| 15     | Ungheria             | 0   | 0       | 3      | 3      |
| 16     | Regno Unito          | 0   | 0       | 2      | 2      |
| 17     | Austria              | 0   | 0       | 1      | 1      |
| 17     | Bosnia ed Erzegovina | 0   | 0       | 1      | 1      |
| 17     | Rep. Ceca            | 0   | 0       | 1      | 1      |
| 17     | Portogallo           | 0   | 0       | 1      | 1      |
| 17     | Romania              | 0   | 0       | 1      | 1      |
| 17     | Slovacchia           | 0   | 0       | 1      | 1      |
| 17     | Spagna               | 0   | 0       | 1      | 1      |
| 17     | Svezia               | 0   | 0       | 1      | 1      |
| 17     | Svizzera             | 0   | 0       | 1      | 1      |
| Totale | Totale               | 16  | 16      | 32     | 64     |

## Podi

### Uomini
| Evento        | Oro                | Argento          | Bronzo                                 |
| fino a 60 kg  | Robert Mšvidobadze | Janislav Gerčev  | Orkhan Safarov Francisco Garrigós      |
| fino a 66 kg  | Heorhij Zantaraja  | Adrian Gomboc    | Nijat Shikhalizada Matej Poliak        |
| fino a 73 kg  | Hidayət Heydərov   | Musa Moguškov    | Rüstəm Orucov Tommy Macias             |
| fino a 81 kg  | Alan Chubecov      | Dominic Ressel   | Aslan Lappinagov Dominik Družeta       |
| fino a 90 kg  | Aleksandar Kukolj  | Axel Clerget     | Beka Ghviniashvili Chusejn Chalmurzaev |
| fino a 100 kg | Elxan Məmmədov     | Cyrille Maret    | Kirill Denisov Kazbek Zankišiev        |
| oltre 100 kg  | Guram Tushishvili  | Adam Okruashvili | Lukáš Krpálek Roy Meyer                |
| Squadre       | Georgia            | Russia           | Ungheria Ucraina                       |

### Donne
| Evento       | Oro               | Argento              | Bronzo                                   |
| fino a 48 kg | Dar"ja Bilodid    | Irina Dolgova        | Éva Csernoviczki Monica Ungureanu        |
| fino a 52 kg | Majlinda Kelmendi | Alesja Kuznecova     | Evelyne Tschopp Joana Ramos              |
| fino a 57 kg | Priscilla Gneto   | Theresa Stoll        | Helene Receveaux Nora Gjakova            |
| fino a 63 kg | Tina Trstenjak    | Margaux Pinot        | Alice Schlesinger Kathrin Unterwurzacher |
| fino a 70 kg | Sanne van Dijke   | Giovanna Scoccimarro | Barbara Matić Marie-Eve Gahié            |
| fino a 78 kg | Audrey Tcheuméo   | Guusje Steenhuis     | Abigél Joó Natalie Powell                |
| oltre 78 kg  | Maryna Sluckaja   | Svitlana Jar'omka    | Carolin Weiss Larisa Cerić               |
| Squadre      | Francia           | Polonia              | Croazia Germania                         |